# Fajã de Água
Pour les articles homonymes, voir Fajã (homonymie).
Fajã de Água est un village du Cap-Vert sur l'île de Brava.

## Histoire
Ancien port de relâche des baleiniers américains au XIXe siècle, il a abrité l'aéroport de l'île avant sa fermeture pour raisons de sécurité.
On peut y voir un monument en hommage au Mathilde, un navire qui y a coulé en 1943 avec à son bord 51 passagers qui tentaient de fuir la famine pour les États-Unis.